# 富川悠太
富川悠太（日语：／ Tomikawa Yuuta，1976年9月3日—），日本新聞主播，朝日电视台播音员。

## 生平
富川悠太出生于爱知县名古屋市。從东京都立国立高等学校以及横滨国立大学毕业后，於1999年4月进入朝日电视台工作。
2009年开始主持新闻节目，在《報導STATION》（報道ステーション）跟踪报道政局事件，並在中心主播古館伊知郎（古舘 伊知郎）不在的時候代班主持。另一方面，富川悠太也在《Super J Channel》（スーパーJチャンネル）报道趣闻和美食（2007年之前），软硬不问担当。
富川悠太也曾在多部電視劇客串，如2002年播出的《大の「暴れん坊将軍」フリーク》冒失鬼将军XII第6话。2002年3月的《八丁堀の七人》。另外，在2007年的石原制作的新春电视剧《金枪鱼》中也客串配角。
他於2006年11月结婚，现在已经是两个男孩的父亲。
2016年4月11日起，富川悠太接替古館伊知郎成為《報導STATION》第二任中心主播。
2020年4月11日，富川確診罹患COVID-19，在同月3日與4日他已出現發燒症狀，退燒後仍進攝影棚錄影，6日在播報新聞時聲音沙啞，8日開始有呼吸急促的情形，直到10日因症狀未改善而就醫診斷出肺炎，採檢後呈現COVID-19陽性。朝日電視台已緊急對於攝影棚等場所消毒，並請相關接觸人員進行居家隔離檢疫。报道指，直到4月9日，他仍在主持《报道STATION》。治療休養期間，由小木逸平代班主播。富川於同月15日透過節目發表聲明，對於因為退燒而輕忽發燒一事，沒有明確地向上司及公司報告還繼續工作，對此感到非常後悔。經過治療，兩次PCR檢查皆為陰性，於4月21日出院回家休養。從6月4日起重返主播台。

## 正在出演的节目
- 報道Station - 2016年4月11日起

## 曾经出演的节目
- スーパーJチャンネル
- やじうまプラス
- うるおい宣言!
- 気になる!
- 八丁堀の七人（第3シリーズ） 最終話
- 新春ドラマスペシャル「マグロ」（第一部）
- 志村&鶴瓶のあぶない交遊録
- 報道ステーション　SUNDAY

## 同期播音员
- 进藤润耶
- 中丸徹
- 武内绘美
- 龙円爱梨

## 相关项目
- 朝日電視台主播列表（テレビ朝日のアナウンサー一覧）